# Про Дуків Срібляників і Хвеська Ганджу Андибера
«Про Дуків Срібляників і Хвеська Ганджу Андибера» — український ляльковий фільм 1994 року студії «Укранімафільм», автор сценарію та режисер - Юрій Скирда.

## Сюжет
За українською народною думою.

## Над фільмом працювали:
- Оксана Карпус (художник-постановник);
- Світлана Нові, Олександр Ніколаєнко (у титрах О. Ніколаенко) (оператори);
- Елеонора Лисицька, Жан Таран (мультиплікатори);
- С. Назаров, Валентина Костилєва (у титрах В. Костилева), Ада Лапчинська (асистенти);
- Анатолій Радченко, Вадим Гахун, В. Яковенко, І. Киреєв, В. Зікеєв (у титрах В. Зикеєв), О. Даценко (художники);
- Лідія Мокроусова (режисер монтажу);
- Світлана Куценко (редактор);
- В. Руденко (директор фільму);
- Автор сценарію, режисер і художник-постановник: Юрій Скирда.

### Пісні виконували:
- Алла Чигирин,
- Хор «Чумаки».